# うちの母親待ったなし
うちの母親待ったなし（うちのははおやまったなし）は、秋吉由美子による4コマ漫画作品である。
まんがホーム1995年10月号で読みきり作品として登場しそのまま連載開始、2007年4月号まで連載された。まんがタイムジャンボには2001年7月号から連載開始、前号まで同じ作者のはるなちゃん参上!が担当していた表紙と巻頭カラーを担当した（表紙・巻頭カラーは2003年3月号まで、連載は2005年3月号まで）。

## 概要
天然ボケの母親とそれに振り回される家族や周りの人たちを描いたコメディである。

## 登場人物

### 深津家
母（おかん）
主人公。名前は不明。旧姓・飯田。
大ボケ（読み切り依頼時に編集部側から提示された設定）で家族を振り回す。
自分でパンを作るなど料理のスキルは高いが、手抜きその他の事情でご飯だけの食事になることも多い。
方向音痴でよく迷子になる。
翼太（よくた）
息子。小学校6年生。
スポーツは得意だが、頭は悪い。
名前は「よく食べる」から名付けられた。
小さい頃は、よく手作りの女物の衣装を着せられていた。現在でも女物の服を着せられそうになったり、寝ている間に化粧されたりする。
父（おとん）
サラリーマン。愛妻家。3人の中では1番普通だが、伴侶としておかんを選ぶ時点で普通ではない。
勤務先は、同じ作者の『思いっきりアイ・ラブ・ユー』の舞台となっている江本商事である。

### 翼太の友人
一彦
翼太と仲がいい同級生。
松本奈央
翼太の同級生。スポーツ・勉強共に優秀で、クラス委員も務める優等生。（なぜか）おかんにあこがれている。

### その他
一彦の母と奈央の母
よくおかんと3人でお茶を飲んだりしている。
爺ちゃん
おかんの父。本名は飯田羽夫というが本編にはほとんど出てこない。
年齢に不相応な体力の持ち主である。また、突飛な行動（深津家に顔を出して一発ネタをやってすぐ帰るなど）をとることも多い。

## 単行本
芳文社よりまんがタイムコミックスとして3巻まで発売されている。
1. 2001年1月25日発行 ISBN 4-8322-6194-0
2. 2001年8月18日発行 ISBN 4-8322-6218-1
3. 2002年5月15日発行 ISBN 4-8322-6250-5